# Тель-Шева
Тель-Шева (ивр. תל שבע ‎, араб.  تل السبع‎) — бедуинский местный совет на юге Израиля, вблизи Беэр-Шевы.

## История
Тель-Шева основан в 1966 году и является первым построенным по плану бедуинским населённым пунктом на юге Израиля.

## Население
По данным Центрального статистического бюро Израиля, население на начало 2020 года составляло 20 808 человек.
Ежегодный прирост населения составляет 4,1 %. Большая часть населения — мусульмане.
43,0 % учеников получают аттестат зрелости.
Средняя зарплата на 2007 год — 4 072 шекелей.
График роста населения Тель-Шевы: